# Tratado de Verdún
El Tratado de Verdún fue un pacto firmado en agosto de 843 entre Carlos el Calvo, Lotario y Luis el Germánico —hijos de Ludovico Pío y nietos de Carlomagno—, en la localidad francesa homónima. Este tratado tuvo como origen la ordinatio imperii, que decretaba el modo de proceder si fallecía uno de los monarcas subsidiarios sin descendencia. No obstante, esto dio como resultado una serie de conflictos en el imperio que, lejos de solventar las divisiones, las acentuó. El documento estableció las regiones que le correspondían a cada heredero y previo a la rúbrica de este tratado, se acordó entre ellos un compromiso de ayuda mutua. De esta forma se puso fin a la guerra civil carolingia (y al proyecto de Carlomagno de revivir el Imperio romano) mediante la firma de los Juramentos de Estrasburgo el 14 de febrero de 842. Tras ser llevado a cabo el reparto, surgieron tres territorios que pasaron a denominarse Francia Occidental, Francia Media y Francia Oriental. La fecha exacta del tratado es desconocida, aunque se sabe con seguridad que ocurrió antes del 10 de agosto, como lo confirma una carta contemporánea.
Lotario se estableció en Italia y heredó el título de emperador, ahora reducido a un carácter simbólico. Luis el Germánico fijó su residencia en Baviera y se le concedieron los territorios germánicos y anexos que iban desde los Alpes hasta el Rin —la futura Alemania—. Carlos el Calvo recibió la parte occidental de lo que restaba del Imperio carolingio —la futura Francia—. Ambos reinos se repartieron la Francia Media tras la muerte de Lotario I en 855.

## Participantes
Tras la muerte de Luis I el Piadoso (Ludovico Pío), el Imperio carolingio se dividió entre sus tres hijos: Carlos el Calvo, Lotario y Luis el Germánico. De este modo, a cada uno de los herederos le fue otorgado un reino: a Carlos el Calvo se le ortorga Aquitania, a Lotario I se le otorga Italia y Luis el Germánico se establece en Baviera. En dicho acuerdo Lotario I se reservó el título de emperador y el reparto del Imperio de Luis el Piadoso se realizó de la siguiente manera entre sus herederos:
- Carlos el Calvo: Se le adjudicaron, de norte a sur, las regiones al oeste del río Escalda y los territorios occidentales desde la comarca de Cambray y Sedán hasta el valle superior del Malme, la meseta de Logres, el Saona y el Ródano.[11]
- Lotario: Es el depositario del título imperial. Modifica su denominación, y a partir de entonces pasa a llamarse «emperador cristiano» de los territorios entre el reino germánico del este y el reino francés del oeste, ligado a la península itálica. Sus reinos conforman los territorios desde el norte de Frisia, parte de la Borgoña hasta el río Ródano y la Provenza.[12][11]
- Luis el Germánico: Le fueron concedidos los países germánicos y anexos al norte de los Alpes y al este del río Rin unidos a los condados de Espira, Worms y Maguncia; además de Alemania y la Recia que correspondía a los territorios de los grisones y Engadina.[11]

## Consecuencias

División del Imperio carolingio según el Tratado de Verdún

### Consecuencias geográficas
El acuerdo tuvo resultados políticos considerables. Asimismo, se evidenció el fracaso de la restauración imperial carolingia, gestando el germen de lo que posteriormente serían las naciones de Francia — al oeste— sobre la base del territorio de Carlos; y en el poniente Alemania —sobre la base de las regiones de Luis al este—. La demarcación de Lotario (que suele denominarse Lotaringia, aunque es más correcto denominar con ese apelativo a la zona septentrional que se le concedió a su hijo Lotario II), comprendía el área que la historiografía designa con el nombre de Flandes —los actuales Países Bajos, Bélgica y Luxemburgo—; el sector ubicado al oeste del Rin — las actuales comarcas francesas de Alsacia y Lorena y parajes de las actuales áreas alemanas denominadas Renania — y los actuales territorios de Borgoña, Provenza y el norte de la actual Italia.
Su estabilidad fue muy insegura por sus divisiones y reparto. Primero entre los vástagos de Lotario —Tratado de Prüm, 855— y después entre las monarquías vecinas —Tratado de Mersen, firmado el 8 de agosto de 870, y Tratado de Ribemont, en el 880— y gracias al Tratado el Imperio quedó de la siguiente forma: el Imperio franco fue dividido en tres partes diferenciadas formando tres reinos: el reino central, oriental y occidental. El título de emperador recayó sobre Lotario I, que a su vez recibió el reino central, cuya extensión iba desde el mar del Norte hasta el golfo de Gaeta; incluyéndose las ciudades de Aquisgrán y Roma. Por su parte, Luis el Germánico se hizo con el reino oriental. Por último, Carlos el Calvo recibió el reino occidental y, a pesar de esta división del Imperio carolingio, formalmente sí se reconocería la unidad imperial, siendo coronado como rey en el 848 en Orleans.

### Consecuencias políticas
Carlos el Calvo recibió el denominado «Reino de los francos occidentales» o Francia Occidentalis, el cual pasaría a conocerse como Reino de Francia a partir de 1205. Geográficamente abarcaba el sur de la actual Francia, culminando en la denominada Marca Hispánica. No obstante, Carlos sostuvo un enfrentamiento con su sobrino Pipino II de Aquitania, dado que al fallecer su padre fue reconocido como soberano solo por la nobleza sin tener en cuenta el beneplácito del emperador, quien en la asamblea de Worms del año 939, eligió a Carlos como monarca. Por su parte, Carlos el Calvo entró en guerra con Pipino en el año 840. Así, tras varias derrotas, en el año 845 se rubricó el Tratado de Benoît-sur-Loire, reconociendo los derechos de su sobrino. A partir del año 840, proliferaron batidas vikingas, siendo París saqueada entre los años 856 y 862. Por ello, Carlos el Calvo tomó medidas que fueron ineficaces, siendo necesario llegar a un vasallaje con los vikingos, cediéndoles el territorio que se denominaría Normandía. Además a esto se unieron las incursiones de los magiares a partir del año 920.
Por su parte, el primogénito de Ludovico Pío sobre el que recae el título de emperador, Lotario I, obtuvo como reino la Francia Media, que estaba situada en medio del mar del Norte y el mar Mediterráneo. Comprendía lo que actualmente son los Países Bajos, Luxemburgo, Bélgica, el oeste del Rin, Francia, Suiza y el norte de Italia. A su vez, el Reino de los Francos Orientales, llamado también Francia Oriental, sería el germen de la futura monarquía en Alemania. A Luis el Germánico le correspondió la parte oriental mayoritariamente germanoparlante, hecho que es referido en los Annales fuldenses, que hacían mención a la división del Imperio y a la parte oriental que se le otorgó a Luis el Germánico. Este territorio estaba compuesto de conquistas procedentes del siglo VIII, que incluía los ducados de Alemania, Baviera, Sajonia y Turingia junto con las marcas danesa y eslava.
Hacia el 10 de agosto del año 843, fallecido Luis el Piadoso y tras una añada, sus vástagos y herederos rubricaron el Tratado de Verdún mediante el que Luis el Germánico obtuvo la parte oriental denominada Francia Oriental, que estaba formada por incorporaciones regionales del siglo VIII al Imperio carolingio, entre las que se incluían: Baviera, Sajonia, Turingia y las marcas danesa y eslava cuya población era germano- y eslavoparlante mayoritariamente, formando una población que se dividía por origen, costumbres y lengua.